# Nauvay
Nauvay ist eine französische Gemeinde mit 12 Einwohnern (Stand: 1. Januar 2022) im Département Sarthe in der Region Pays de la Loire; sie gehört zum Arrondissement Mamers und zum Kanton Mamers. Die Einwohner werden Nauvayens genannt.

## Geographie
Nauvay liegt etwa 36 Kilometer nordnordöstlich von Le Mans. Umgeben wird Nauvay von den Nachbargemeinden Moncé-en-Saosnois im Norden, Saint-Cosme-en-Vairais im Osten und Nordosten, Courcival im Süden und Südosten, Peray im Westen sowie Avesnes-en-Saosnois im Nordwesten.

## Bevölkerungsentwicklung
| 1962                      | 1968 | 1975 | 1982 | 1990 | 1999 | 2006 | 2013 |
| ------------------------- | ---- | ---- | ---- | ---- | ---- | ---- | ---- |
| 40                        | 30   | 19   | 16   | 15   | 18   | 19   | 12   |
| Quelle: Cassini und INSEE |      |      |      |      |      |      |      |

## Sehenswürdigkeiten
- Kapelle

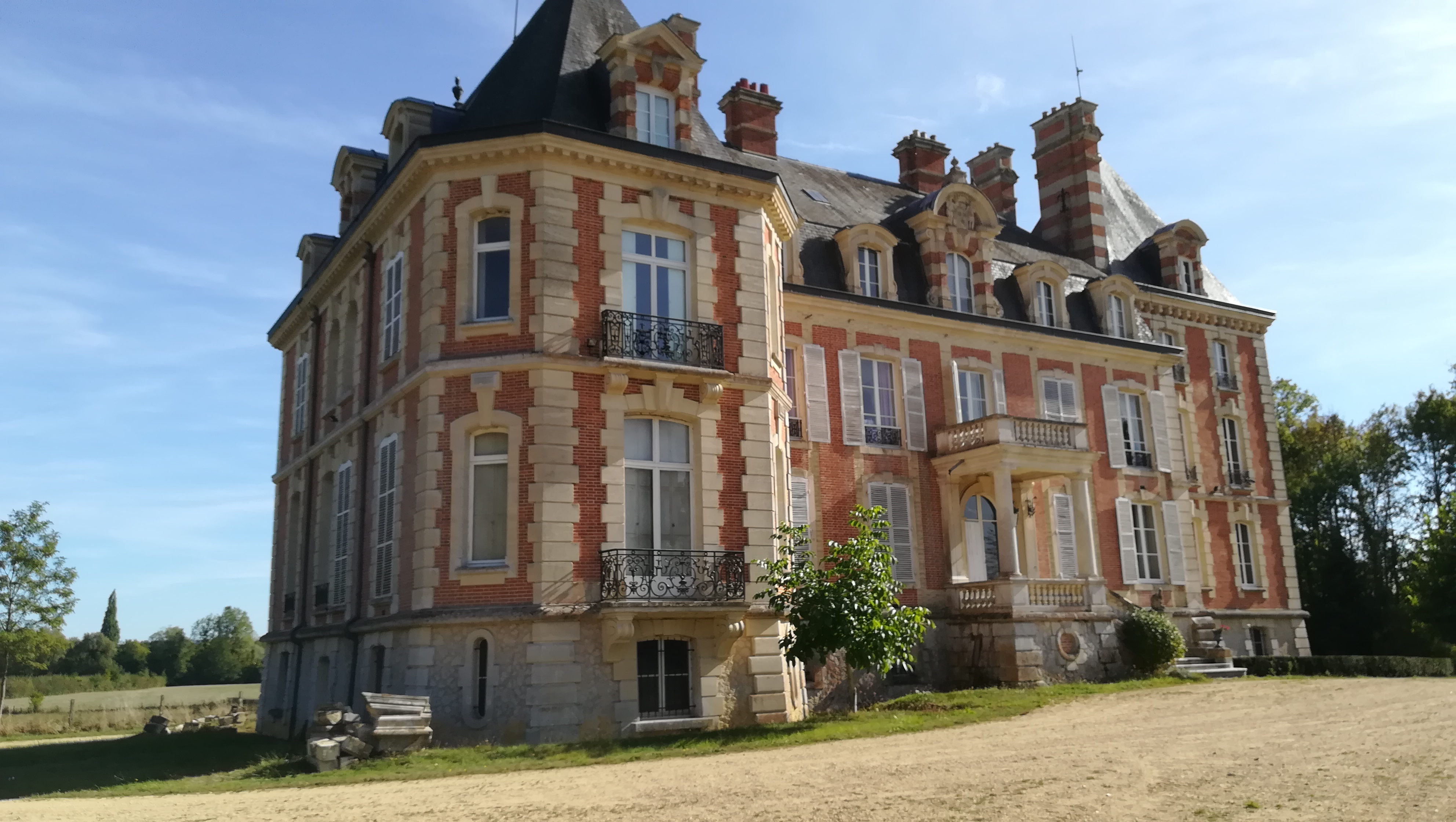
Schloss   - Château de Nauvay
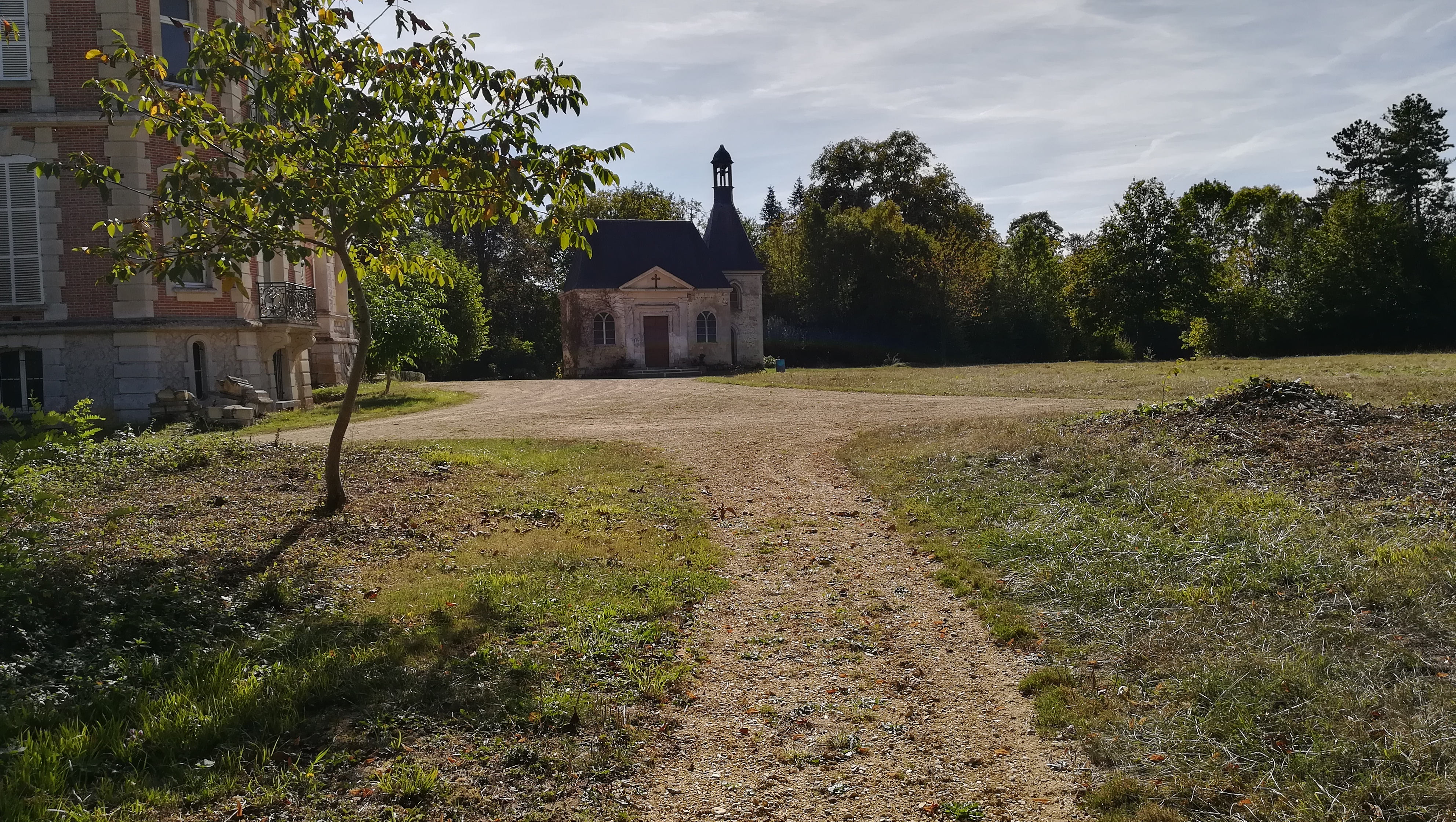
Schlosskapelle
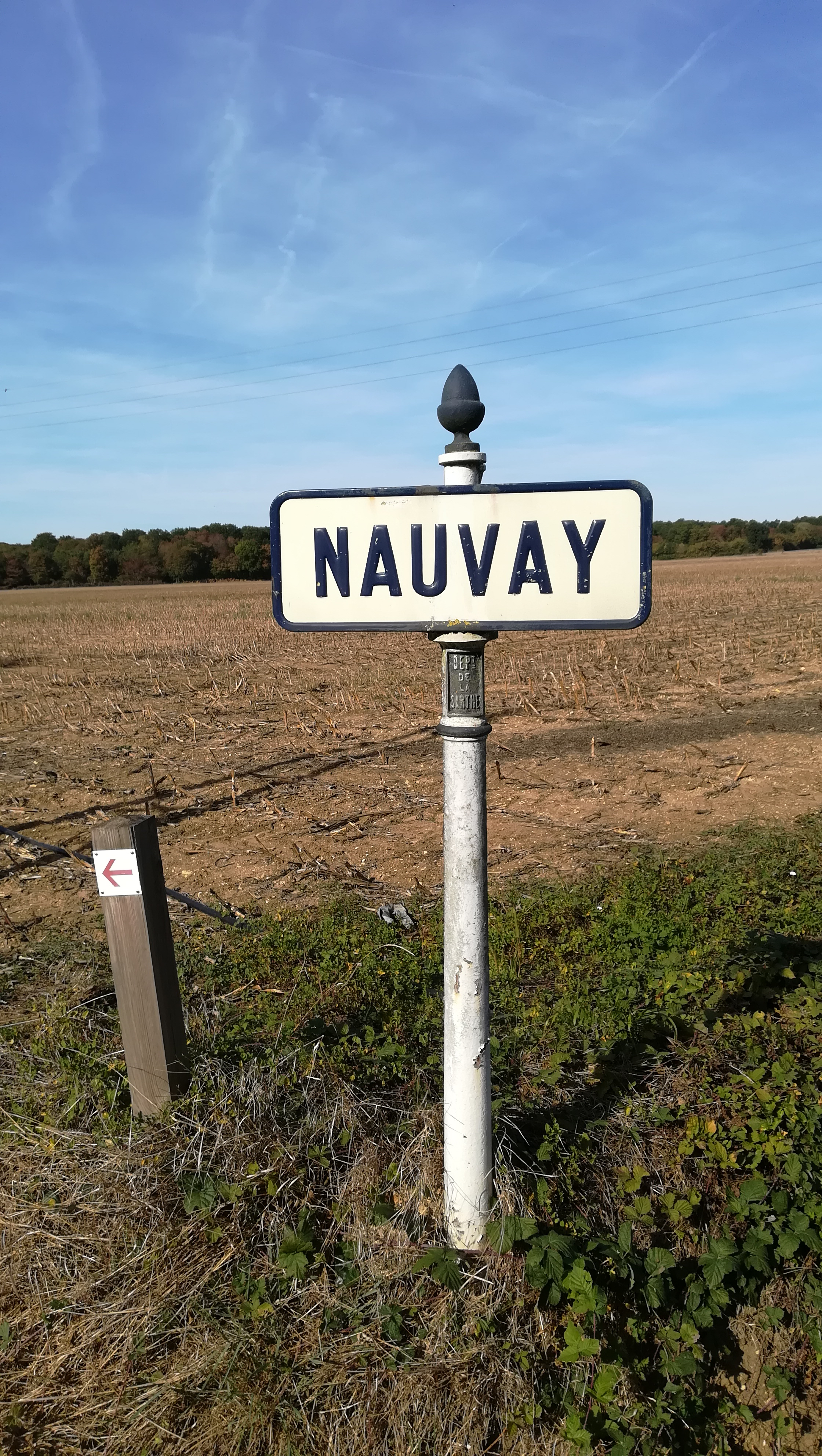
Ortsschild
  - Schlosskapelle
  - Ortsschild